# A Love Trilogy
A Love Trilogy – album amerykańskiej piosenkarki disco Donny Summer wydany w 1976 roku przez wytwórnię Casablanca Records.

## Lista utworów
Strona 1
| 1. | „Try Me, I Know We Can Make It” | 17:57 |
|    |                                 |       |
|    |                                 | 17:57 |
|    |                                 |       |
Strona 2
| 1. | „Intro: Prelude to Love” | 1:06  |
|    |                          |       |
| 2. | „Could It Be Magic”      | 5:19  |
|    |                          |       |
| 3. | „Wasted”                 | 5:09  |
|    |                          |       |
| 4. | „Come with Me”           | 4:22  |
|    |                          |       |
|    |                          | 15:56 |
|    |                          |       |

## Notowania
| Kraj                              | Pozycja | Certyfikat  |
| --------------------------------- | ------- | ----------- |
| Australia                         | 32      |             |
| Austria                           | 8       |             |
| Francja                           | 4       | złota płyta |
| Hiszpania                         | 1       |             |
| Kanada                            | 6       |             |
| Niemcy (Media Control)            | 24      |             |
| Norwegia (VG-lista)               | 14      |             |
| Stany Zjednoczone (Billboard 200) | 21      | złota płyta |
| Szwecja (Sverigetopplistan)       | 18      |             |
| Wielka Brytania (UK Albums Chart) | 41      | złota płyta |